# Zahana
Zahana là một đô thị thuộc tỉnh Mascara, Algérie. Dân số thời điểm năm 2002 là 18.839 người.